# Kalle Virtanen
Kaarlo (Kalle) Ilmari Virtanen, född 30 juni 1921 i Stockholm, död 21 juni 2006 i Sibbo, var en finländsk matematiker. Han var son till Artturi Ilmari Virtanen. 
Virtanen blev student 1938, filosofie kandidat 1945, filosofie licentiat 1949 och filosofie doktor 1950. Han var docent i matematik vid Helsingfors universitet 1950–1966 och var innehavare av en personlig e.o. professur där 1966–1984. Han publicerade undersökningar från funktionsteorins område samt arbeten rörande kvasikonforma avbildningar, bland annat monografin Quasikonforme Abbildungen (jämte Olli Lehto) 1965. Virtanen hade en betydelsefull roll som handledare av doktorander samt i utvecklandet av nya föreläsningskurser på avancerad nivå i matematik. Han invaldes i Finska Vetenskapsakademien 1965.